# Thorowgood (Schriftart)

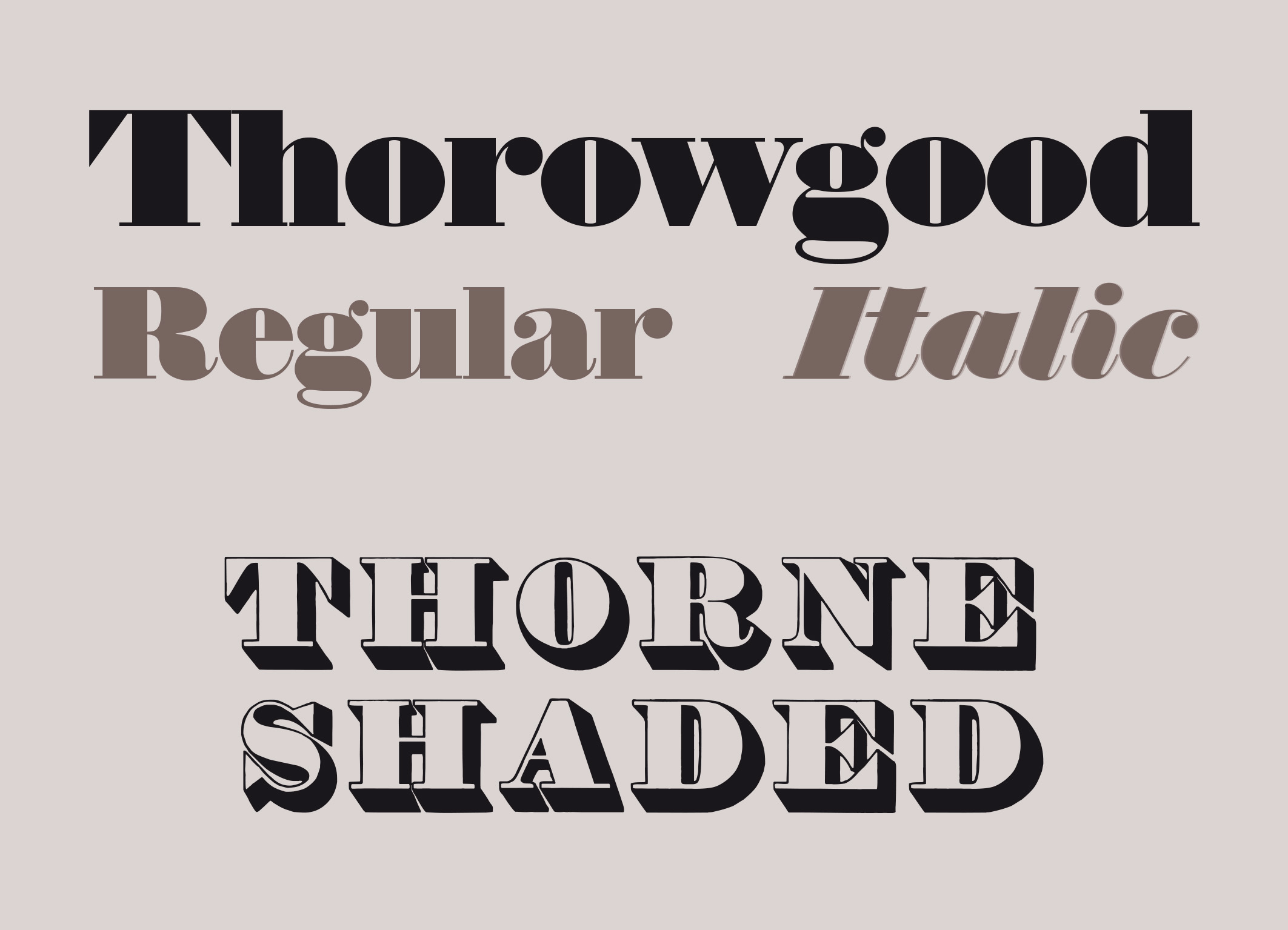
Oben: reguläre Schnitte der Thorowgood; unten: irreguläre Variante Thorne Shaded

Die Thorowgood ist eine Fat-Face-Schriftart. Entworfen wurde sie 1806 von dem Londoner Schriftgießer Robert Thorne. Benannt ist sie nach William Thorowgood, einem Unternehmer, der Thornes Schriftgießerei nach dessen Tod übernahm. Die Vermarktung im 20. Jahrhundert erfolgte unter der Ägide des britischen Unternehmens Stephenson Blake. Als Werbeschrift, die vor allem in dem Zeitraum zwischen den 1950ern bis zu den 1970er breiteren Zuspruch fand, ist sie heute bei unterschiedlichen Digitalschrift-Anbietern erhältlich.

## Entstehung

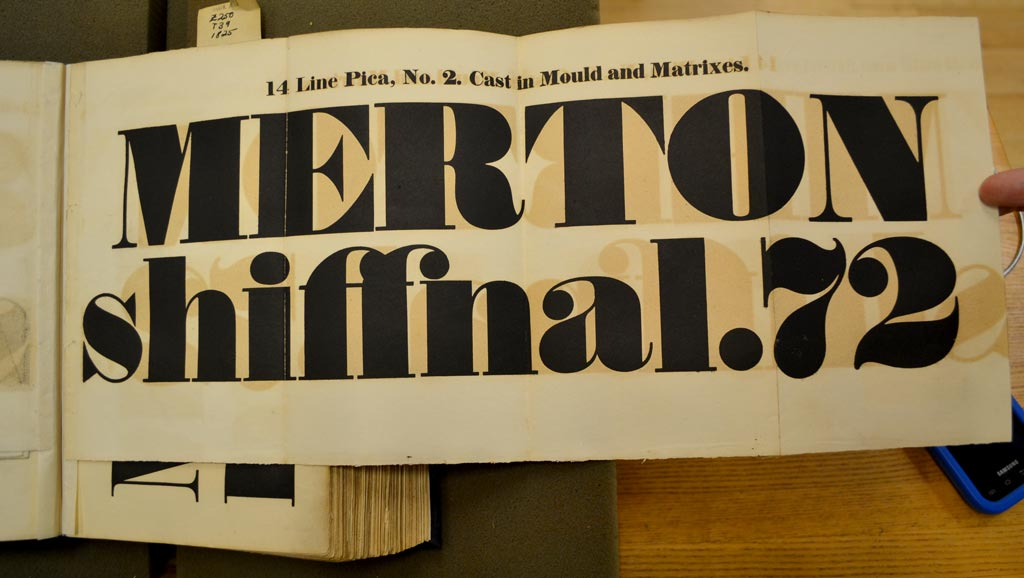
Schriftprobe der Thorowgood aus dem Jahr 1825

Zur Zeit ihrer Entstehung war die später unter dem Namen Thorowgood vertriebene Schrift Teil eines Schriften-Angebots, für das sich im ersten Viertel des 19. Jahrhunderts eine rapide steigende Nachfrage entwickelte. Im Zuge der veränderten Marktbedingungen wandten sich um die Wende vom 18. zum 19. Jahrhundert immer mehr Schriftgießereien von dem traditionellen common sense des zuvor dominierenden Buchsatzes ab. Das Ergebnis war eine bislang nicht gekannte Breite expliziter Schmuck-, Zier- und Werbeschriften. Die neu in Mode kommenden Fat-Face-Schriften waren – als bedeutendes Segment innerhalb dieses neuen Angebots – auf größtmögliche Aufmerksamkeitswirkung angelegt.  Ebenso wie bei Ultrafett-Versionen von Egyptienne- sowie frühen Groteskschriften versuchten sich die involvierten Schriftgestalter bei der Ausreizung des größtmöglichen Fettungsgrades gegenseitig zu übertrumpfen. Der Formenkanon der klassizistischen Antiqua blieb bei dieser Art Schriften zwar weiterhin stilistisch bestimmend. Neu indes waren folgende zwei Merkmale: a) geradezu extreme Kontraste zwischen Haar- und Stammlinien, b) die dadurch entstehende Verdichtung der Zeichen-Innenräume.
Der Entwurf der Thorowgood geht zurück auf den Londoner Schriftgießer Robert Thorne. Als Entstehungsjahr wird gemeinhin 1806 angesetzt. Thorne hatte seine handwerklichen Kenntnisse in der Schriftgießerei von Thomas Cottrell erworben – einem ehemaligen Mitarbeiter des Graveurs und Schriftentwerfers William Caslon, der durch die Schaffung des britischen Barockantiqua-Standards Caslon Ruhm und Erfolg auf sich gezogen hatte. Zusammen mit einem weiteren Caslon-Angestellten hatte Cottrell eine eigene Schriftgießerei eröffnet. Nach Cottrells Tod 1794 übernahm Robert Thorne die – nach dem Umzug in die gleichnamige Straße – unter dem Namen Fann Street Foundry firmierende Firma. Kurz vor seinem Tod 1820 verkaufte Thorne die Fann Street Foundry an den Entrepreneur William Thorowgood. In Thornes Schrift-Nachlass mit enthalten war unter anderem auch eine Italic-Variante seiner 1806 entworfenen Schrift. Unter Thorowgoods Ägide kamen zu den Schriften aus der Thorne-Hinterlassenschaft weitere Entwürfe von unterschiedlichen Gestaltern hinzu. Nach mehreren Eigentümerwechseln wurde der Betrieb 1905 Bestandteil des ursprünglich in Sheffield ansässigen Unternehmens Stephenson Blake – eines Mischkonzerns, der mit der Unterbezeichnung „The Caslon Letter Foundry“ bis in die zweite Hälfte des 20. Jahrhunderts hinein eine führende Stellung unter den britischen Bleiletter-Gießereien behauptete.
Unter der Ägide von Stephenson Blake wurde die auf Robert Thorne zurückgehende Schrift weiter vermarktet. Ab wann genau sie unter dem Namen Thorowgood firmierte, lässt sich nicht mehr sicher verifizieren – die Schriften-Archivseite Fonts in Use führt hier das Jahr 1950 auf. Als Digitalfont ist die Thorowgood in den Libraries mehrerer marktführender Schriftanbieter präsent – aufgrund ihrer von vielen Wechseln gekennzeichneten Historie allerdings mit teils divergierenden Angaben zu Designer und Entstehungsjahr. Digital ebenfalls verfügbar ist eine geschattete Schmuckvariante; vertrieben wird sie unter dem Namen Thorne Shaded. Die Libraries bekannter Hersteller wie Linotype, Monotype, Adobe und URW bieten die Thorowgood derzeit in zwei Schnitten an – Regular und Italic.

## Merkmale und Verwendung
Optisch ähnelt die Thorowgood stark den Ultrafett-Bodonis aus der ersten Hälfte des 20. Jahrhunderts – etwa der Ultra Bodoni bzw. Bodoni No. 2 von Morris F. Benton (1928), der Bodoni Poster von Chauncey H. Griffith (1929) sowie der Bodoni Black von Robert Hunter Middleton. Ebenso besteht jedoch optische Ähnlichkeit zu zeitgenössischen Fat Faces aus dem 19. Jahrhundert – wie beispielsweise die Fette Bauersche Antiqua oder die von der Haas’schen Schriftgiesserei 1860 auf den Markt gebrachte und später von der Berliner Schriftgießerei Berthold vermarktete Normande.
Obwohl auch neuere Schriften in den letzten Jahrzehnten mit dem ultrahohen Fettungsgrad klassischer Fat-Face-Schriften aufwarten (Beispiele etwa: die Battista von Ingo Preuss oder die Poster von dem katalanischen Schriften-Label Type-Ø-Tones), ist die Schwarzwirkung der Thorowgood nach wie vor überdurchschnittlich – eine Wirkung, die auch auf die vergleichsweise zurückgenommenen Proportionen von Versalhöhen und Unterlängen zurückzuführen ist. Bei den auf klassischen Vorlagen basierenden Fat Faces wird die massive Wirkung der Thorowgood allenfalls noch von der der Isambard übertroffen – einer Schrift, die ebenfalls auf einem Original aus der ersten Hälfte des 19. Jahrhunderts basiert und die seit 2019 in digitaler Form vorliegt.
Ihren Verwendungs-Zenit hatte die Thorowgood im Zug der Populärkultur und des zeitlich damit einhergehenden Werbeschriften-Booms Mitte der 1950er bis Mitte der 1970er Jahre. Das Webportal Fonts In Use führte 2023 rund ein Dutzend Verwendungsbeispiele auf – darunter Plattencover-Gestaltungen für den Jazzmusiker Slide Hampton, das Country-and-Western-Duo Elton Britt und Rosalie Allen sowie den britischen Bluessänger und Entertainer Long John Baldry. Als Titelschrift in den Verwendungsbeispielen mit aufgeführt war auch der von der Designerin Elaine Lustig Cohen gestaltene Buchtitel The Romantic Agony (deutsche Ausgabe: Liebe, Tod und Teufel. Die Schwarze Romantik) von Mario Praz sowie der Roman I am Third von Gale Sayers – ebenso die Verwendung in einer Plakatserie des Designers Paul Rand für den US-amerikanischen Elektrokonzern Westinghouse sowie in einem von Stephenson Blake herausgegebenen Elektroartikel-Handbuch.